# Santuário de Bahá'u'lláh
Localizado em Bahji, próximo à Akká, Israel, o Santuário de Bahá'u'lláh é o lugar mais sagrado para os Bahá'ís e representa o Qiblih, a direção das orações. Contém os restos mortais de Bahá'u'lláh e fica próximo da Mansão de Bahjí, local onde Ele morreu.
O Santuário de Bahá'u'lláh é composto de uma sala central que possui um pequeno jardim no centro. No canto direito da sala central existe uma sala pequena onde estão so restos mortais de Bahá'u'lláh.